# L'ombra delle torri
L'ombra delle torri (In the Shadow of No Towers) è un fumetto realizzato da Art Spiegelman dal 2002 al 2004. Tratta della reazione di Spiegelman agli attentati dell'11 settembre 2001, criticando la politica di George W. Bush.

## Pubblicazione
Venne originariamente serializzato come striscia a fumetti sul giornale tedesco Die Zeit dal 2002 al 2004, strisce che vennero raccolte nel 2004 in un volume di grande formato aggiungendo precedenti strisce statunitensi come materiale supplementare.
Il fumetto venne anche pubblicato nella London Review of Books da marzo a settembre 2003, mentre alcuni estratti furono pubblicati sul The Independent. Un suo segmento è apparso inoltre nel 2004 come parte del fumetto Dead Herring Comics del fumettista israeliano Actus Tragicus.

## Riconoscimenti ed eredità
L'ombra delle torri è stato inserito dal The New York Times come uno dei "100 Notable Books" (100 libri più importanti) del 2004.
Ha inoltre ispirato una sinfonia di Mohammed Fairouz.